# Sleepy John Estes

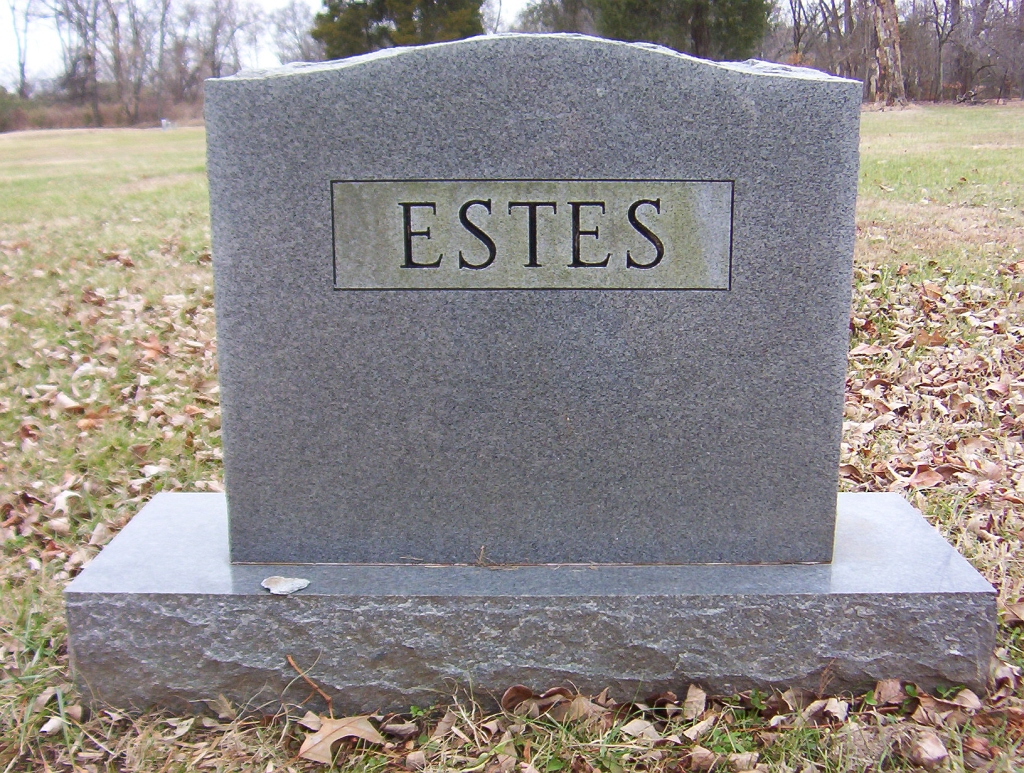

Sleepy John Estes (Ripley, 1899. január 25. – Brownsville, 1977. június 5.) amerikai bluesgitáros, énekes, szövegszerző. Zenéje olyanokra is hatott, mint a The Beatles, Bob Dylan és a Led Zeppelin.
Álmosnak hívtak, de egy hangot sem hagytam ki.

## Pályakép
Sleepy John Estes Tennessee államban született. Apja bérlőként dolgozott egy farmon, közel Ripley-hez. Hatéves korában megvakult a jobb szemére egy szerencsétlen baseballbaleset következtében.
1910-ben a család Brownsville-be költözött. „Sleepy” ott hamarosan népszerű lett. Ott ismerte meg életre szóló barátját, James „Yank” Rachell mandolinost és Hammie Nixon szájharmonikást. Ők hárman nemcsak az 1920-as években játszottak együtt, hanem felléptek az 1964-es Newport Folk Festivalon is.
Dalai többnyire a élete, brownsville-i tapasztalatairól, ottani személyekről szólnak,  bepillantást nyújtanak a XX. század első felében élt afroamerikaiak szomorú sorsába.
Sleepy John Estes a ’30-as évek második felében, – majd a ’60-as éveken újra – pályája csúcsára került. Az American Folk Blues Festivalokon többször járt az Európában.  Ünnepelt szereplője volt az Ann Arbor Blues Festivalnak is.
Legismertebb szerzeményei a Diving Duck Blues, a Milk Cow Blues, a Someday Baby Blues, a Drop Down Mama és a Floating Bridge. Ezeket sok blues- és rockzenész játszotta és játssza. 1977-ben nyomorúságos körülmények között halt meg. Síremlékén a Someday Baby Blues című dal egy szövegrészlete szerepel: ...ain't goin' to worry Poor John's mind anymore.
Lemezeit a Victor Records, a Bluebird Records, a Decca Records, a Sun Records és a Delmark Records adta ki.

## Albumok
- The Legend of Sleepy John Estes (1963)
- Broke and Hungry (1964)
- Electric Sleep (1968)
- Brownsville Blues (1965)
- Down South Blues
- Sleepy John Estes in Europe (1999)

## Díjak
- Blues Hall of Fame